# Supreme Commander: Forged Alliance
Supreme Commander: Forged Alliance — независимое дополнение к Supreme Commander, включающее новую кампанию, фракцию (Серафим), 110 новых юнитов, новые режимы и карты для сетевой игры.

## Кампания
События игры разворачиваются спустя 2 года после того, как был произведён выстрел из орудия «Чёрное Солнце». Президент ОФЗ убит, генерал Кларк погибла в бою, Эон раскололись на Верных пропавшей принцессе и принявших Серафим, а доктор Брэкман потерпел поражение от КИИ и вынужден скрываться на краю галактики.
Серафим оккупировали Землю, и для борьбы с ними бывшие враги объединились. При активном участии игрока будет отбито нападение на базу ОФЗ, также придётся помогать доктору Брэкману уничтожить КИИ и бороться с мятежными командующими. В финале будет битва на Земле с целью её освобождения от Серафим и уничтожения портала пришельцев Arch (Арка). Карта будет такой же, как и в последней миссии первой части игры — район «Чёрного Солнца».
Кампания состоит из 6 миссий, общих для ОФЗ, Эон и Кибран:
но дополнительные миссии отличаются
- Black Day (Чёрный день)
- Dawn (Рассвет)
- Red Flag (Красный Флаг)
- Meltdown (Расплав)
- Mind Games (Игры Разума)
- Overlord (Владыка)

## Отзывы
| Сводный рейтинг | Сводный рейтинг |
| Агрегатор       | Оценка          |
| --------------- | --------------- |
| GameRankings    | 81,97 %         |